# Titularbistum Centuria
Centuria ist ein Titularbistum der römisch-katholischen Kirche.
Die in Nordafrika gelegene Stadt war ein alter römischer Bischofssitz, der im 7. Jahrhundert mit der islamischen Expansion unterging. Dieser lag in der römischen Provinz Numidien.
| Titularbischöfe von Centuria |                                       | |                    |                   |
| Nr.                          | Name                                  | Amt                                                                                                  | von                | bis               |
| 1                            | Luis Camargo Pacheco                  | Weihbischof in Sevilla (Spanien)                                                                     | 11. Juli 1622      | 29. März 1665     |
| 2                            | Johann Kaspar Kühner                  | Weihbischof in Freising (Deutschland)                                                                | 15. Dezember 1665  | 28. Juli 1685     |
| 3                            | Andreas Gifford                       | | 21. August 1705    | 1714              |
| 4                            | John Douglass                         | Apostolischer Vikar von London District (Großbritannien)                                             | 10. September 1790 | 8. Mai 1812       |
| 5                            | Hl. Valentín Faustino Berrio Ochoa OP | Apostolischer Koadjutorvikar von Central Tonking / Apostolischer Vikar von Central Tonking (Vietnam) | 28. Dezember 1857  | 1. November 1861  |
| 6                            | Thomas Nulty                          | Koadjutorbischof von Meath (Irland)                                                                  | 2. September 1864  | 11. Dezember 1866 |
| 7                            | Bonifacio Antonio Toscano             | emeritierter Bischof von Nueva Pamplona (Kolumbien)                                                  | 16. Januar 1874    | 13. August 1896   |
| 8                            | Giuseppe Perrachon IMC                | Apostolischer Vikar von Nyeri (Kenia)                                                                | 18. Dezember 1925  | 14. April 1944    |
| 9                            | Stanislao Czajka                      | Weihbischof in Częstochowa (Polen)                                                                   | 5. August 1944     | 4. Juli 1965      |
| 10                           | William Joseph Moran                  | Weihbischof im Militärordinariat der USA                                                             | 15. September 1965 | 23. August 1996   |
| 11                           | Piotr Libera                          | Weihbischof in Kattowitz (Polen)                                                                     | 23. November 1996  | 2. Mai 2007       |
| 12                           | Ferenc Cserháti                       | Weihbischof in Esztergom-Budapest (Ungarn)                                                           | 15. Juni 2007      | 22. Juli 2023     |
| 13                           | Jeffrey Marc Monforton                | Weihbischof in Detroit (USA)                                                                         | 28. September 2023 |                   |